# Gare de Saint-Rivalain
La gare de Saint-Rivalain est une gare ferroviaire française (fermée) de la ligne d'Auray à Pontivy, située au lieu-dit Saint-Rivalain Gare sur le territoire de la commune de Saint-Barthélemy, près de Melrand, dans le département du Morbihan en région Bretagne.
Une première halte ouverte à Tréblavet est transférée à Boterneau en 1890. Cette dernière, en 1900, devient une station et est renommée « Saint-Rivalain ».
Cette ancienne gare, située sur une ligne en service, est fermée dans la deuxième moitié du XXe siècle.

## Situation

### Situation ferroviaire
Établie à 38 mètres d'altitude, la gare de Saint-Rivalain est située au point kilométrique (PK) 619,953 de la ligne d'Auray à Pontivy, entre les gares de Baud et de Saint-Nicolas-des-Eaux.

### Situation géographique
La gare est située, au lieu-dit Saint-Rivalain Gare, au passage à niveau qui marque le croisement de la voie ferrée et de la route départementale D142 juste avant le pont routier sur la rive droite du Blavet et à environ 250 mètres de l'écluse de Boterneau. Cette rive fait partie du territoire de la commune de Saint-Barthélemy, le centre du canal marquant la séparation avec la commune de Melrand ou se situe l'usine de la société Lydall qui est installée sur le site de l'ancienne fabrique de papier Saint-Rivalain.

## Histoire

### Tréblavet et Boterneau
Après l'ouverture de la ligne du chemin de fer d'Auray à Napoléonville, qui traverse la commune de Saint-Barthélemy sur la rive du Blavet canalisé, la Compagnie du chemin de fer de Paris à Orléans (PO) met en service une halte au passage à niveau de Tréblavet ou il y a une maison de garde-barrière peu éloignée de l'écluse du même nom. Mais le pont que le conseil général réclame régulièrement n'est pas construit et l'ancien bac est arrêté lors de la mise en service du chemin de fer.

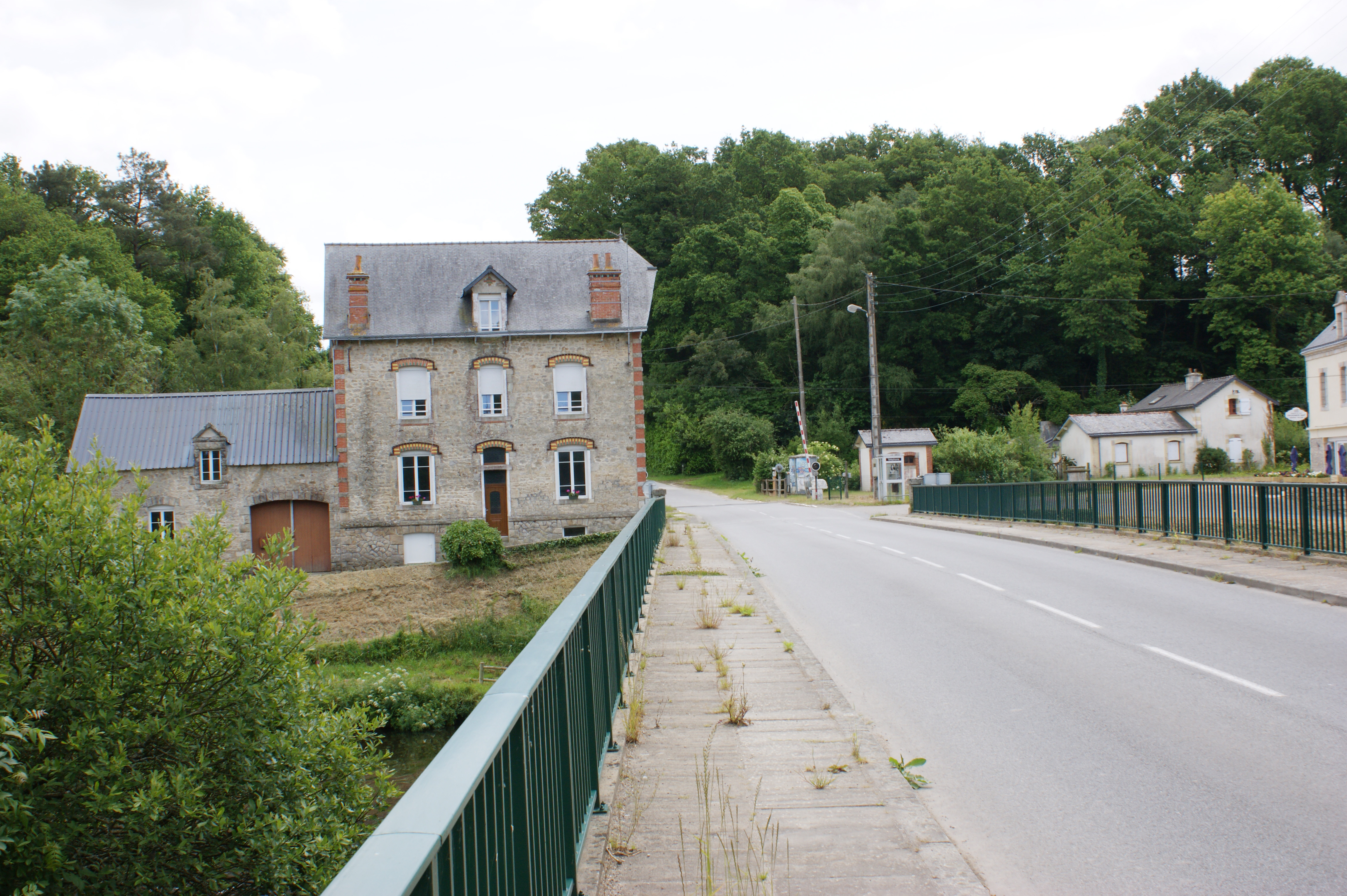
En arrière-plan, l'ancienne halte près du passage à niveau, à l'une des extrémités du pont.

C'est près de l'écluse suivante, de Boterneau, que débute la construction, en 1869, d'un pont sur le Blavet. Après plusieurs années de demandes et d'études la construction d'un port sur le Blavet est approuvé le 27 mars 1880. En 1882, un vœu pour l'établissement d'une halte ou une station ne donne lieu à aucune suite de la part du ministre des travaux publics. Le vœu est renouvelé en 1884.
Une halte est ouverte en 1890 au passage à niveau de Boterneau, no 467, en remplacement de celle de Tréblavet.
Le bilan 1892 des « recettes au départ » pour les gares du département de la Compagnie du PO, situe l'arrêt de Boterneau à la 24e place, avec 1 329 francs, sur un total de 25 recensées.
En 1899, le Gonseil général renouvelle le vœu pour que l'ensemble des trains montants et descendants de la ligne s'y arrêtent.

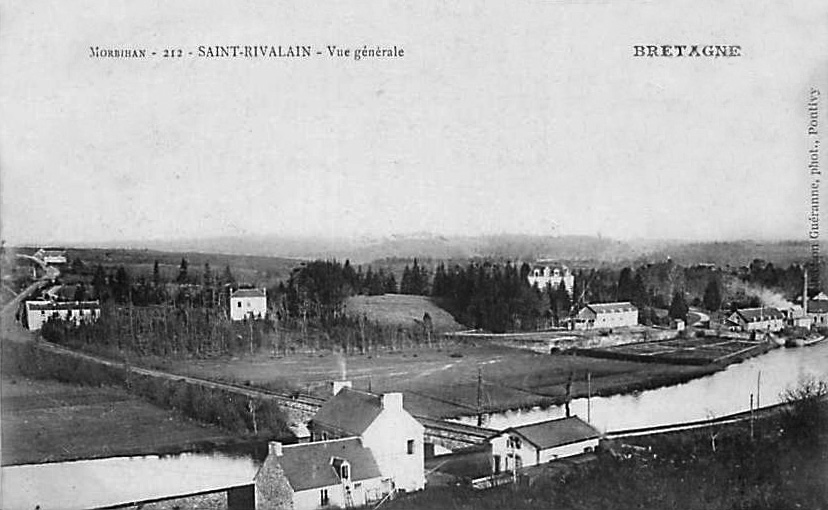
Le site de Saint-Rivalain avec au centre la halle à marchandises de la gare et sur l'autre rive à droite l'usine de papier.

### Saint-Rivalain
C'est en 1900 que la halte de Boterneau est agrandie pour devenir une station qui prend le nom de Saint-Rivalain comme l'usine de papeterie, située sur l'autre rive du Blavet, qui a apporté une bonne part du financement nécessaire.
Le bilan 1912 des « recettes au départ » pour les gares du département de la Compagnie du PO, la station de Saint-Rivalain totalise 22 885 francs, ce qui la situe à la 24e place sur les 30 gares ou stations.
Cette même année, le conseil municipal de Guénin émet un vœu pour demander de renforcer les installations pour les marchandises de la station avec un doublement de la voie de débord, l'agrandissement de la halle à marchandises, l'établissement d'un quai découvert et d'un pont à bascule. Le service du contrôle commercial de la ligne estime que les difficultés rencontrées durant la campagne d'expédition des pommes à cidre en 1911 justifie seulement l'allongement de la voie de débord, une demande a été faite à la compagnie pour un projet concernant cette voie, mais pour le reste le trafic ne le justifie pas ce qui donc subordonne leurs exécutions à la prise en charge de 3/7e de la dépense par les demandeurs. Des voies de débord sont ajoutées en 1911.
En 1934, elle entre dans le réseau de l'Administration des chemins de fer de l'État et en 1938 dans celui de la Société nationale des chemins de fer français (SNCF).
En 1957, la gare dispose de la voie unique et d'une voie d'évitement.
Le 1er mai 1984 l'ancien autorail SNCF X 2402, qui effectue une circulation touristique, stationne au quai de la gare de Saint-Rivalain. Une voie de débord en impasse est présente en parallèle à la voie unique de la ligne.
Elle est fermée à la fin du XXe siècle.

## Service des voyageurs
Gare fermée.

## Patrimoine ferroviaire
Le bâtiment principal, qui comporte le bâtiment du garde barrière et une aile ajoutée lors de son évolution en station, est devenu une habitation privée, et un édicule sont présents sur le site. L'ancienne petite halle à marchandises a été détruite.

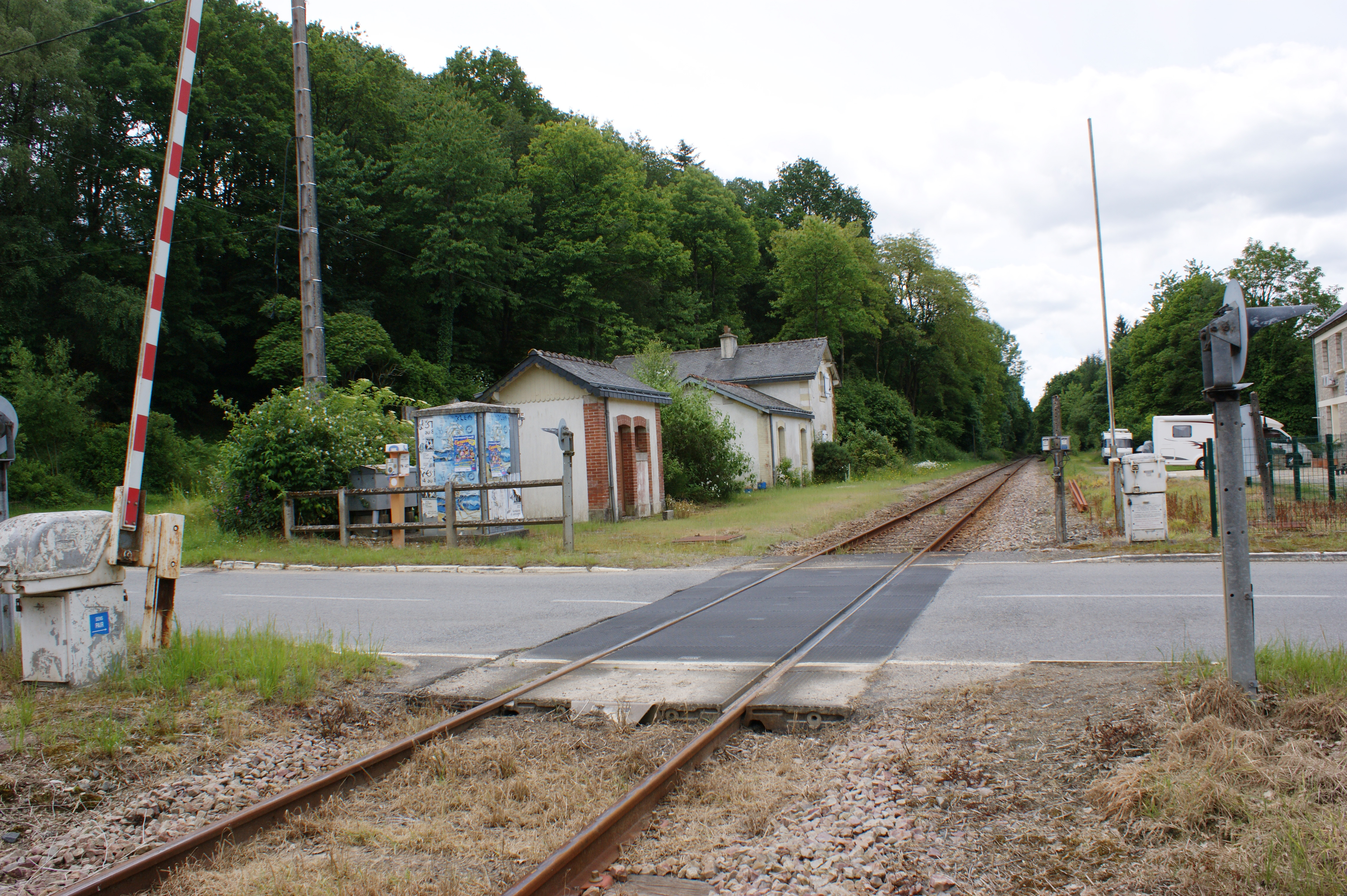
Le passage à niveau.
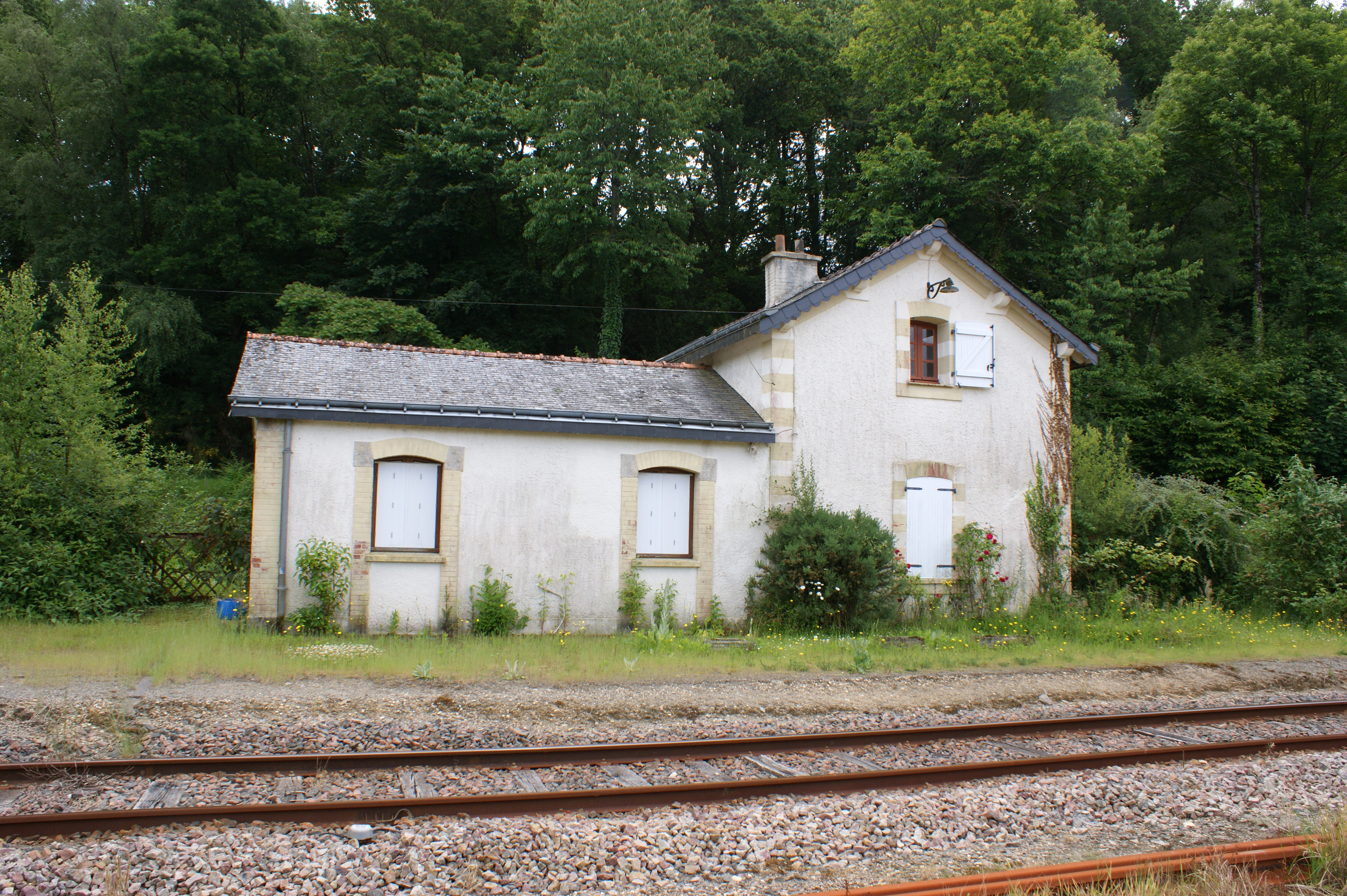
Bâtiment principal devenu une habitation privée.
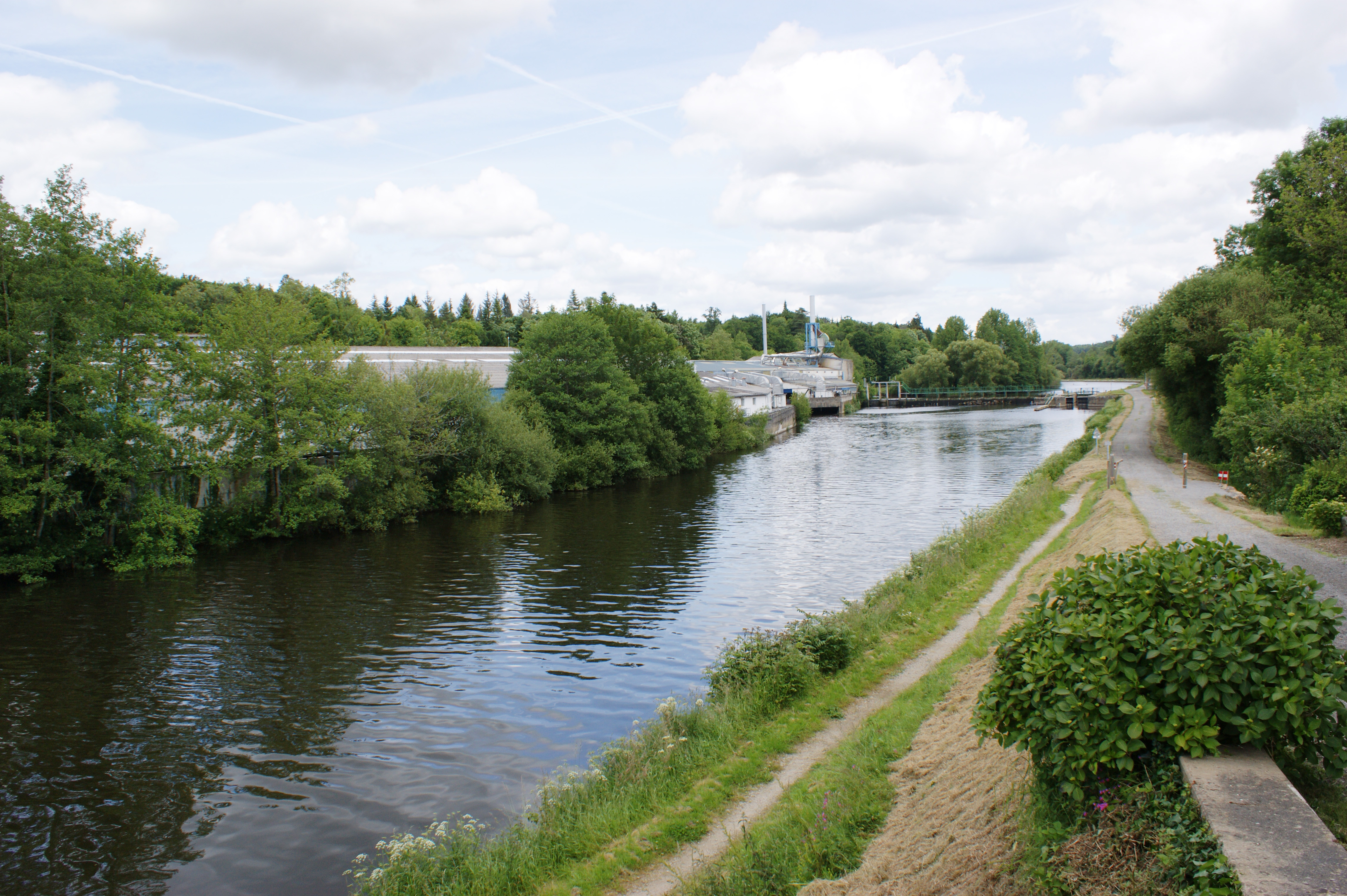
L'écluse et l'usine qui a remplacé la papeterie.